# Oreopsyche muscella
Oreopsyche muscella är en fjärilsart som beskrevs av Denis och Ignaz Schiffermüller 1775. Oreopsyche muscella ingår i släktet Oreopsyche och familjen säckspinnare. Inga underarter finns listade i Catalogue of Life.